# Matthias Erzberger
Matthias Erzberger (født 20. september 1875 i Buttenhausen, i dag Münsingen, Kongeriget Württemberg, død 26. august 1921 i Bad Griesbach im Schwarzwald) var en tysk skribent og politiker (Deutsche Zentrumspartei) i Det tyske kejserrige og Weimarrepublikken. Han underskrev i 1918 våbenhvilen mellem Kejserriget og England og Frankrig. Fra 1919 til 1920 var han Tysklands finansminister og i 1919 kortvarigt Tysklands vice-kansler. Erzberger blev myrdet af medlemmer af Frikorps Oberland.

## Arbejdet med våbenhvilen og støtte til Versaillestraktaten
Erzberger blev den 13. februar 1919 minister uden portefølje i regeringen Scheidemann, hvor han var ansvarlig for våbenhvileforhandlingerne. Han blev stærkt kritiseret, særlig fra højresiden, for de indrømmelser han måtte gøre overfor den franske general Foch. Erzberger var fortaler for Tysklands accept af Versaillestraktaten, i modsætning til udenrigsminister Brockdorff-Rantzau. Erzberger var overbevist om, at landet ville havne i hungersnød, og at riget ville gå i opløsning, hvis ikke aftalen blev underskrevet.

## Betydning som finanspolitiker
Erzberger blev i 1919 vicekansler og finansminister i den første regeringen Bauer. Som finansminister gennemførte Erzberger en føderal skatteforvaltning, hvor fastsættelse og inddrivelse af indkomstskatter blev overført til de føderale myndigheder. Den Erzbergerske skattereform overlevede også hans egen tid, og anses som som den væsentligste skattereform i Tyskland i 1900-tallet.
En effektiv finanspolitikk blev imidlertid vanskeliggjort som følge af inflationen og de hårde krav, der blev stillet til Tyskland i Versaillestraktaten. 
Erzberger medvirkede også til at overføre jernbanesystemet til de føderale myndigheder.

## Attentater
Erzberger blev i januar 1920 udsat for et attentatforsøg, men overlevede. Ved valget i 1920 blev han valgt til Rigsdagen, men i august 1921 blev han imidlertid myrdet af to tidligere marineofficerer, Heinrich Schulz (1893–1979) og Heinrich Tillessen (1894–1984) i Schwarzwald, hvor Erzberger tilbragte sin ferie. Attentatet var forberedt af Manfred von Killinger, leder af Germanenorden og tidligere medlem af det opløste frikorps Marinebrigade Ehrhardt. Drabsmændene forsvandt til Ungarn.